# 포비든 킹덤: 전설의 마스터를 찾아서
포비든 킹덤: 전설의 마스터를 찾아서(The Forbidden Kingdom)는 2008년 개봉한 영화이다.

## 줄거리
어느 날 주인공은 미국에서 오래전 할아버지가 발견한 전설의 황금봉 "여의봉"을 보게 되고...주인공의 할아버지가 강도에게 습격을 당하고 주인공은 건물 위로 도망치다 떨어지는데..

## 캐스팅
- 성룡 - 노언
- 이연걸 - 묵승
- 마이클 안가라노 - 제이슨
- 추조룡 - 옥강무인
- 리빙빙 - 백발마녀